# Medassi
Medassi (afrikanisch für Danke) ist eine deutsche Reggaeband aus Landshut.
Medassi war unter anderem als Vorband von Yellowman, Eek-a-Mouse, Black Uhuru, Alpha Blondy, Julian Marley und The Wailers tätig. Sie waren Sieger der Antenne-Bayern-Show Die Jungen Wilden und auf Festivals wie Wintertollwood, Riding Higher Benefiz Festival oder dem Chiemsee Reggae Summer aktiv. Im Jahr 2011 nehmen sie am Rototom Reggae Contest Europe teil. Am 5. November 2013 verstarb Alexander Körösy unerwartet an einem Gehirnschlag.

## Diskografie
- 2007: More than a Number
- 2008: thalamus/cook n curry 7
- 2008: bu$hfire/teach dem right 7
- 2009: The RandomPlan